# 東中峯信号場
東中峯信号場（ひがしなかみねしんごうじょう）は、埼玉県所沢市にある西武鉄道山口線（レオライナー）の信号場。

## 概要
山口線の新交通システム転換に際して1985年（昭和60年）4月に開設された、同路線内における唯一の列車交換施設（信号場）である。形態は待避側（副本線側）への進入路を片開き分岐とした一線スルー式で、列車交換を行わない列車は上下方向とも本線側を通過する。
山口線は通常ダイヤにおいては列車交換は行わないが、西武ドームにおけるプロ野球・埼玉西武ライオンズの主催公式試合や各種イベントの開催に際して列車が増発された際には、当信号場において上下線の列車交換が行われる。

## 周辺
当信号場の北側には西武園ゴルフ場、南側には村山貯水池（多摩湖）が広がっており、周辺に民家は存在しない。

## 隣の駅
西武鉄道
 山口線（レオライナー）
西武園ゆうえんち駅 (SY02) - （東中峯信号場） - 西武球場前駅 (SY03)